# Coryphaenoides ferrieri
Coryphaenoides ferrieri är en fiskart som först beskrevs av Regan, 1913.  Coryphaenoides ferrieri ingår i släktet Coryphaenoides och familjen skolästfiskar. Inga underarter finns listade i Catalogue of Life.